# Великий постриг
«Великий постриг» — картина русского художника Михаила Васильевича Нестерова, созданная в 1897—1898 годах, четвёртая и самая значительная картина из цикла, посвящённому судьбе русской женщины, за которую он получил звание академика живописи.

## Сюжет
Картина написана на сюжет, взятый из романа П. И. Мельникова-Печерского «На горах»: 
Двинулось по обительскому двору новое шествие. Впереди попарно идут матери и белицы обеих певчих стай. Марьюшка всех впереди. За певицами матери в соборных мантиях и черный поп, низенький, старенький, седой, во всем иночестве и в епитрахили. Сзади его величавым шагом выступает Манефа. Она тоже в соборной мантии, игуменский посох в руке. Поднята голова, на небо смотрит она. За ней две старицы под руки ведут с ног до головы укрытую Софию. Идет она с поникшей головой, чуть не на каждом шагу оступаясь... По сторонам много чужих женщин. Мужчин ни одного, кроме попа.                             
Здесь художник прослеживает дальнейшую судьбу героини прошлых картин цикла, не нашедшей свое счастье «в миру» и теперь ищущей забвения в лесной глуши старообрядческого скита. В большинстве предшествующих работ индивидуальный образ, воплощал главную идею художника, но здесь шествие состоит из множества фигур и каждая из них наделена своим характером и отношением к событию. И вместе с тем все фигуры даны в едином эмоциональном плане, каждая из них является прежде всего частью целого, выражает одну из граней общего настроения. Именно поэтому столь одинаков тип изображённых женщин и вместе с тем так разнообразны их чувства.
Девушки в белых платках ещё не монахини, но они уже у самой цели. Одна из них идёт уверенно впереди, полностью погрузившись в молитву и свою жертвенность. За ней следом идёт другая девушка, но без покорности судьбе, её ещё не полностью отпустил мир и прежние привязанности. Рядом женщина, давно покорившаяся своей участи и принявшая постриг, а сбоку — девочка, кажется, не понимает происходящего в полной мере. За ними идут монахини разных возрастов, которые ведут под руки властную, статную женщину — это игуменья. Позади — часовня и тихо горящая лампадка в окне.
Подчиненность одной идее выражается и в пейзаже. Прямые и тяжеловесные объёмы домов плотно обступают, ограничивают действие, замыкают в себе тонкие, тянущиеся кверху стволы деревьев. Берёзы своей печальной чистотой олицетворяют женскую душу, идущую в монашество, при этом весенний настрой природы несколько противопоставляется свершающимся событиям.
Подобная эмоциональная стилизация пейзажа, привела художника к декоративным принципам его решения; это находит свое продолжение в более поздних работах. Уже в следующем году в картине «Дмитрий, царевич убиенный» Нестеров доводит эту черту до крайности.

## История создания
«Великий постриг» создавался в Киеве, в 1897 году.
В июне этого года художник был в Нижнем Новгороде, но в старообрядческие скиты не заезжал, а лишь ограничился тем, что «купил кое-какие фотографии из раскольнической обстановки».
Как и многие другие работы художника, картина имеет автобиографическую основу связанную с несчастной любовью Нестерова, постигшей его на Кавказе. После получения согласия на брак, ему приходит письмо с неожиданным отказом.

Последующие события описывает так:
Что со мной было первые несколько дней! Я, как обезумевший, принимал одно решение за другим, перечитывал письмо, изнемог от слез, переболел за эти дни все мое горе и однажды проснулся с холодным сознанием, что «все кончено», мечта унеслась. Остался я опять один…

Проснулся художник, он помог мне и на этот раз в моем горе, в моих поисках горячей любви. Художник опять указал мне на мое призвание — оно должно было заменить мне страсть к женщине. Художник осилил эту страсть, ибо лишь две страсти всю жизнь господствовали надо мной: страсть любовная и страсть к художеству. Обе они давали мне жизнь, смысл и вдохновение. Если бы не было этих двух сильных страстей — я был бы самый ординарный человек, быть может, вредный самодур, пьяница, неудачник на каком-либо житейском поприще. Любви горячей, взаимной, пламенной любви к женщине и к искусству я обязан тем, что я есть, что мое искусство дает людям то смутное волнение, каким волновался я всю мою незадачливую и в то же время яркую жизнь. Итак, и это горе я переболел. Скоро начал свой «Великий постриг». Эта картина помогла мне забыть мое горе, мою потерю, она заполнила собой все существо мое. Я писал с каким-то страстным воодушевлением.
Картину на передвижной выставке 1898 во воспоминания Нестерова приняли неоднозначно, но Николай II обратил на неё особенное внимание:
21 февраля на выставке был Государь. Была Императрица Мария Федоровна и вся царская семья. Государь, проходя по выставке, остановился у «Великого пострига», спросив: — «Что это картина киевского Нестерова?» — и когда меня выдвинули вперед, Государь спросил сколько нас — художников работало во Владимирском соборе и что моя картина собой представляет. Я ответил на вопрос Государя, и когда Великий князь Георгий Михайлович доложил Государю, что «Постриг» приобретен в музей Александра III, он заметил, что ему это «очень приятно».
Была продана в Русский государственный музей за 4000 рублей, где и хранится.